# Theridion excavatum
Theridion excavatum är en spindelart som beskrevs av F. O. Pickard-Cambridge 1902. Theridion excavatum ingår i släktet Theridion och familjen klotspindlar.
Artens utbredningsområde är Guatemala. Inga underarter finns listade i Catalogue of Life.